# Liste der Beiträge für den besten fremdsprachigen Film für die Oscarverleihung 1976
Die folgenden 21 Filme, alle aus verschiedenen Ländern, waren Vorschläge in der Kategorie Bester fremdsprachiger Film für die Oscarverleihung 1976. Die hervorgehobenen Titel waren die fünf letztendlich nominierten Filme, welche aus den Ländern Italien, Japan, Mexiko, Polen und der Sowjetunion stammen. Der Oscar ging schließlich an den sowjetischen Beitrag „Uzala der Kirgise“ von Akira Kurosawa.

## Beiträge
| Land             | Deutscher Verleihtitel             | Sprache(n)     | Originaltitel                                            | Regisseur(e)              | Ergebnis        |
| ---------------- | ---------------------------------- | -------------- | -------------------------------------------------------- | ------------------------- | --------------- |
| Ägypten          | Orid hallan                        | Arabisch       | أريد حلاً (Orid hallan)                                   | Said Marzouk              | Nicht nominiert |
| Algerien         | Chronik der Jahre der Glut         | Arabisch       | وقائع سنين الجمر (waqāʾiʿu sinīna l-jamri)               | Mohamed Lakhdar-Hamina    | Nicht nominiert |
| Argentinien      | Nazareno Cruz y el lobo            | Spanisch       | Nazareno Cruz y el lobo                                  | Leonardo Favio            | Nicht nominiert |
| Brasilien        | Das Amulett                        | Portugiesisch  | O Amuleto de Ogum                                        | Nelson Pereira dos Santos | Nicht nominiert |
| Dänemark         | Per – Auf gefährlichem Weg         | Dänisch        | Per                                                      | Hans Kristensen           | Nicht nominiert |
| BR Deutschland   | Jeder für sich und Gott gegen alle | Deutsch        | Jeder für sich und Gott gegen alle                       | Werner Herzog             | Nicht nominiert |
| Frankreich       | India Song                         | Französisch    | India Song                                               | Marguerite Duras          | Nicht nominiert |
| Griechenland     | Die Wanderschauspieler             | Griechisch     | Ο Θίασος (O Thiassos)                                    | Theo Angelopoulos         | Nicht nominiert |
| Israel           | Mein Michael                       | Hebräisch      | מיכאל שלי (Michael Sheli)                                | Dan Wolman                | Nicht nominiert |
| Italien          | Der Duft der Frauen                | Italienisch    | Profumo di donna                                         | Dino Risi                 | Nominiert       |
| Japan            | Sandakan, Haus Nr. 8               | Japanisch      | サンダカン八番娼館 望郷 (Sandakan hachiban shōkan bōkyō) | Kei Kumai                 | Nominiert       |
| Jugoslawien      | Der Tag, der die Welt veränderte   | Serbokroatisch | Sarajevski atentat                                       | Veljko Bulajić            | Nicht nominiert |
| Kanada           | Ausnahmezustand                    | Französisch    | Les Ordres                                               | Michel Brault             | Nicht nominiert |
| Mexiko           | Actas de Marusia                   | Spanisch       | Actas de Marusia                                         | Miguel Littín             | Nominiert       |
| Niederlande      | Besuch für Dr. Pulder              | Niederländisch | Dokter Pulder zaait papavers                             | Bert Haanstra             | Nicht nominiert |
| Polen            | Das gelobte Land                   | Polnisch       | Ziemia obiecana                                          | Andrzej Wajda             | Nominiert       |
| Schweiz          | Konfrontation                      | Deutsch        | Konfrontation                                            | Rolf Lyssy                | Nicht nominiert |
| Sowjetunion      | Uzala der Kirgise                  | Russisch       | Дерсу Узала (Dersu Usala)                                | Akira Kurosawa            | Gewonnen        |
| Spanien          | Wilderer                           | Spanisch       | Furtivos                                                 | José Luis Borau           | Nicht nominiert |
| Tschechoslowakei | Zirkus im Zirkus                   | Tschechisch    | Cirkus v cirkuse                                         | Oldřich Lipský            | Nicht nominiert |
| Ungarn           | Adoption                           | Ungarisch      | Örökbefogadás                                            | Márta Mészáros            | Nicht nominiert |